# Varga Tamás (evezős)
Varga Tamás (Budapest, 1978. június 17. –) magyar evezős, jelenleg a  Bajai Spartacus Sport Club versenyzője.

## Sportpályafutása
1999-ben a Ganz versenyzőjeként a könnyűsúlyú egypár OB-n szerzett bronzérmet. A 2000-es ergométeres ob-n a könnyű súlyúak között lett első. A müncheni vk-versenyen nem jutott a döntőbe Koksa Gergellyel párban. A koppenhágai nemzetek kupáján bronzérmet szerzett. A zágrábi nem olimpiai távok világbajnokságán könnyűsúlyú négypárevezősben B-döntős volt.
2001-ben a Ferencvárosi EC színeiben ismét könnyűsúlyú ergométeres bajnok lett. A világ kupában a sevillai  versenyen könnyűsúlyú egypárban megnyerte a B-döntőt. A bécsi és a müncheni vk futamokon a könnyűsúlyú egypárban lett harmadik. Az ob-n könnyűsúlyú egy-, két- és négypárban lett bajnok. A luzerni vb-n ötödik volt könnyűsúlyú egypárban.
2002-ben újra könnyűsúlyú ergométeres bajnok volt. A vk versenyeken Mechelenben könnyűsúlyú kétpárban B-döntős volt. Egypárban Luzernben második, Münchenben B-döntős lett. Az ob-n könnyűsúlyú egy- és kétpárban első, könnyűsúlyú négypárban harmadik helyezett lett. A sevillai vb-ről egy szalmonella-fertőzés miatt lemaradt.
2003-ban országos csúccsal nyerte az ergométeres ob-t. Áprilisban hosszútávú magyar bajnok lett. A vk versenyeken milánóban és münchenben könnyűsúlyú kétpárban (Hirling Zsolttal) második, Luzernben 5. volt. Az ob-n normál egypárban harmadik, könnyűsúlyú egypárban második volt. A milánói vb-n könnyűsúlyú kétpárbn Hirlinggel hatodik lett, ami olimpiai kvalifikációt ért.
2004-ben könnyűsúlyú erdométeres bajnok volt, magyar rekorddal. A poznańi vk versenyen könnyűsúlyú kétpárban lett negyedik, Luzernben harmadik lett. Az ob-n normálsúlyú kétpárban és könnyűsúlyú kétpárban bajnok volt. Az olimpián Hirlinggel könnyűsúlyú kétpárban ötödik lett.
2005-ben, a Démász-Bajai VSC versenyzőjeként lett a könnyűsúlyúak között ergométeres bajnok, ismét országos csúccsal. A vk versenyeken Etonban és Luzernben első lett könnyűsúlyú kétpárban. Az ob-n könnyűsúlyú egypárban, kétpárban és négypárban első lett. A gifui vb-n aranyérmet szerzett könnyűsúlyú kétpárban Hirlinggel. Az év magyar sportolója szavazáson harmadikok lettek.
A 2006-os ergométeres ob-t Ausztráliában online ellenőrzéssel nyerte meg. Az etoni vb-n könnyűsúlyú kétpárban 10. volt. Az ob-n könnyűsúlyú egypár és kétpár bajnok lett.
2007-ben újra ergométeres könnyűsúlyú bajnok volt, újabb országos rekorddal. A vk versenyeken könnyűsúlyú kétpárban linzben 5., Luzernben második volt. Az ob-n könnyűsúlyú egy- és kétpárban lett első. A müncheni vb-n megnyerték a könnyűsúlyú kétpár döntőjét, ezzel indulási jogot szereztek az olimpiára. A poznańi Eb-n aranyérmes lett ebben a versenyszámban.
2008-ban újra ergométeres bajnok lett. Könnyűsúlyú kétpárban a vk szezonban Münchenben, Luzernben és Poznańban ötödik volt. Az olimpián 14.-ek lettek. Az ob-n könnyűsúlyú kétpárban lett első. Az Eb-n bronzérmet szerzett.
A 2009-es ergométeres vb-n könnyűsúlyú világbajnok volt. Az ob-t ismét megnyerte. A müncheni vk versenyen Galambos Péterrel 9. volt könnyűsúlyú kétpárban. Az ob-n könnyűsúlyú kétpárban lett első. A poznańi vb-n 5. lett könnyűsúlyú egypárban. A breszti Eb-n normálsúlyú egypárban lett tizedik.
2010-ben a bostoni ergométeres vb-n országos csúccsal ezüstérmes lett. A müncheni vk futamon nyolcadik volt. Az ob-n könnyűsúlyú kétpárban nyert aranyérmet. A montemori Eb-n 11. lett Rácz Róberttel.
2011-ben künnyűsúlyú ergométeres országos bajnok volt. A világbajnokságon Galambos Péterrel könnyűsúlyú kétpárevezésben 13. volt. Az Eb-n ugyanez az egység ötödik lett. Az ob-n egypárevezésben lett bajnok. A következő évben megvédte ergométeres bajnoki címét. Ebben az évben Hirling Zsolttal evezett együtt. A luzerni pótkvalifikációs verseny megnyerésével olimpiai indulási jogot szereztek. Az olimpián, a selejtezőben továbbjutó helyen kezdték meg a finist, de végül a negyedik helyen értek a célba. A reményfutamukban másodikok lettek és ezzel az elődöntőbe kerültek, ahol a futamukban ötödik helyen végeztek, így a B-döntőben folytathatták. A B-döntőben ötödikek lettek, ami a 11. helyezést jelentette.

## Díjai, elismerései
- Az év magyar evezőse (2003, 2004, 2005, 2006, 2007, 2008, 2009)

## Edzői
- Szögi László
- Bartos Nándor